# 司馬歆
司馬 歆（しば きん、? - 303年）は、西晋の皇族。字は弘舒。扶風武王司馬駿の子で、司馬懿の孫にあたる。

## 生涯
太康6年（286年）、父がこの世を去って長兄の司馬暢が扶風王を継ぐと、司馬暢は封国を司馬歆に分け与える様朝廷へ請うた。太康9年（289年）11月、武帝司馬炎は詔を下し、司馬歆を新野県公に封じ、食邑1800戸を与え、儀礼は県王と同等のものとした。司馬歆はまだ少年にもかかわらず財産があり身分は高かったが、自らを律して道義を履行していた。彼の母である臧太妃がこの世を去った時、喪に服する様は礼制を超えており、その孝行振りで評判となった。後に散騎常侍に任じられた。
永康2年（301年）1月、趙王司馬倫が帝位を簒奪すると、司馬歆は南中郎将に任じられた。3月、斉王司馬冏が司馬倫討伐の兵を挙げると、州郡に檄文を送った。司馬歆はどちらにつけばいいか分からず困惑していたが、司馬歆の側近である王綏は「趙王は公の近親で強盛であり、斉王は疎遠で弱小である事から、趙王に従うべきです」と勧めたが、参軍孫詢は衆人へ向けて大声で「趙王は凶逆であり、天下が共同で討伐しようとしているのです。大義の為には親族の情は顧みないのが、古代からの賢明なる掟です」と述べた。司馬歆はこれに同意し、兵を興して司馬冏の補佐に当たった。また、司馬歆は孫詢を司馬冏の下に派遣すると、司馬冏は彼を迎え入れてその手を取り「我が大節を成し遂げさせるのは、新野公である」と喜んだ。
司馬冏が司馬倫軍を破って洛陽に入ると、司馬歆は自ら甲冑を身に纏って部下を率い、その先導役となった。司馬歆は今回の功績により、新野郡王に進封され、食邑2万戸を与えられた。さらに、使持節・都督荊州諸軍事・鎮南大将軍に任じられ、開府儀同三司の特権を与えられた。
司馬歆は赴任する前に、司馬冏と共に車で陵墓へ拝謁しに行った。その時、機会を見つけて司馬冏へ「成都王（司馬穎）は陛下の弟であり、さらに大功を立てております。洛陽に留まらせて共に輔政するか、それができないなら兵権を奪うべきです」と進言したが、司馬冏は聞き入れなかった。
太安元年（302年）12月、河間王司馬顒は恵帝へ上表し、司馬冏が帝位簒奪を目論んでいるとして、司馬歆・成都王司馬穎・范陽王司馬虓を洛陽に集結させ、また司馬冏を免官して屋敷に戻すよう請うた。長沙王司馬乂が司馬冏を殺害すると、司馬歆は禍を大いに恐れ、積極的に司馬穎と交流を深めた。
司馬歆の治政は厳格で過酷であったので、少数民族はみなこれを恨んだ。太安2年（303年）5月、義陽の蛮人である張昌が江夏で反乱を起こすと、司馬歆は騎督靳満に迎撃を命じたが、靳満は敗走した。司馬歆は上表して「妖賊犬羊は万人を数えており、絳頭（赤い頭）と毛面（髭顔）で刀戟を持って動き回り、誰も勢いを止めることができません。願わくば朝廷には三道から討伐の兵を出していただきたく」と述べて救援を請うた。当時、司馬乂が執政していたが、司馬穎と対立していた事から、司馬歆と司馬穎の企みではないかと疑い、討伐軍を派遣しなかった。張昌の勢力は日に日に強大化したので、従事中郎孫詢は司馬歆へ「古人の言葉には、1日悪に対して寛容であれば、数代にもわたる憂患となるとあります。公は地方の主として王室の防壁となる重任を担っており、朝廷を助ける重要な位置であります。既に上書した以上、実際に行動を起こしても罪になる事がありましょうか。姦凶は日に日に勢いを増しており、既に予測がつかない状況です。よもやこれが王室の妨げにならない事があるとお思いですか！」と述べ、出兵を勧めた。しかし、司馬歆が出兵しようとすると、王綏は「張昌のような小賊を征服するには、偏将・裨将であれば十分です。詔による許可も得ていないのに、どうして自ら矢石の危険に臨むというのですか！」と反対したので、取りやめとなった。
張昌軍が樊城へ襲来すると、司馬歆は自ら出陣して迎撃したが、大敗を喫して軍は崩壊し、張昌により殺害された。朝廷は驃騎将軍を追贈し、荘王と諡した。